# 奧斯 (丹麥)
奧斯（丹麥語：Aars），丹麥日德蘭半島上的一座城鎮，西希默蘭市鎮的行政中心。